# Paschal Charles Robinson
Paschal Charles Robinson OFM (ur. 26 kwietnia 1870 w Dublinie, zm. 27 sierpnia 1948 tamże) – irlandzki duchowny rzymskokatolicki, franciszkanin, arcybiskup, pierwszy nuncjusz apostolski w Irlandii.

## Biografia
Urodził się jako David Robinson. Jego ojciec był dziennikarzem. David wychował się w Stanach Zjednoczonych. Jako nastolatek poświęcił się profesji ojca. Był londyńskim korespondentem The New York Sun oraz pracował w redakcji North American Review. Następnie postanowił zostać księdzem. Kształcił się w Kolegium Świętego Krzyża oraz na franciszkańskim St. Bonaventure University w Stanach Zjednoczonych. 21 grudnia 1901 w Kolegium św. Antoniego w Rzymie otrzymał święcenia prezbiteriatu i został kapłanem Zakonu Braci Mniejszych. Za imię zakonne przyjął Paschal.
Badał archiwa franciszkańskie w Quaracchi we Włoszech. Wykładał teologię w Paterson oraz historię średniowiecza na Katolickim Uniwersytecie Ameryki w Stanach Zjednoczonych. Następnie przeszedł do służby w dyplomacji papieskiej. Był wizytatorem apostolskim w Palestynie. Wysyłany był na specjalne misje m.in. na Maltę oraz do Katolickich Kościołów wschodnich w Palestynie, Transjordanii i na Cyprze. Ponadto był konsultorem dwóch kongregacji Kurii Rzymskiej.
24 maja 1927 papież Pius XI mianował go arcybiskupem tytularnym tyanijskim. 24 czerwca 1927 przyjął sakrę biskupią z rąk prefekta Świętej Kongregacji Rozkrzewiania Wiary kard. Willema Marinusa van Rossuma CSSR. Współkonsekratorami byli sekretarz Świętej Kongregacji Rozkrzewiania Wiary abp Francesco Marchetti Selvaggiani oraz wikariusz apostolski Egiptu Igino Michelangelo Nuti OFM.
27 listopada 1929 ten sam papież mianował go pierwszym od odzyskania przez ten kraj niepodległości nuncjuszem apostolskim w Irlandii. Na tym stanowisku ustanowił dobre stosunki między Stolicą Apostolską a Irlandią. Urząd ten pełnił do śmierci 27 sierpnia 1948. Zgodnie z życzeniem pochowany został w prostym habicie franciszkańskim i z bosymi stopami podczas prostej ceremonii pogrzebowej, mimo iż rząd irlandzki chciał zorganizować państwowy pogrzeb. Spoczął na Glasnevin Cemetery.

### Fotografia z Georgiem von Dehnem
W 1934 opublikowano zdjęcie niemieckiego dyplomaty Georga von Dehna całującego pierścień biskupi abpa Robinsona (w rzeczywistości zdjęcie zostało wyretuszowane; z oryginału nie można stwierdzić czy rzeczywiście von Dehn pocałował pierścień). W odpowiedzi na publikację Adolf Hitler zdymisjonował von Dehna za nieodpowiednie zachowanie w czasie napiętych stosunków niemiecko-watykańskich. Fotografia oraz związane z nią reperkusje, które dotknęły dyplomatę, były szeroko komentowane w międzynarodowej prasie.